# Prothema xanthomum
Prothema xanthomum es una especie de escarabajo longicornio del género Prothema, tribu Prothemini, subfamilia Cerambycinae. Fue descrita científicamente por Holzschuh en 2011.
La especie se mantiene activa durante el mes de julio.

## Descripción
Mide 10,1-11,4 milímetros de longitud.

## Distribución
Se distribuye por Laos.